# Gullbringusýsla
Gullbringusýsla est un comté islandais ; il constitue l'ensemble du territoire de la région de Suðurnes.

Localisation de Gullbringusýsla